# Mad Max (film)
Mad Max är en australisk film från 1979.

## Handling
Mad Max (Mel Gibson) spelar en trafikpolis som arbetar på vägar som plågas av våldsamma gängstrider.

## Om filmen
Filmen var George Millers debutfilm och även debuten för fotografen David Eggby. Miller jobbade som läkare på en akutmottagning och hade filmdrömmar. Inspirerad av filmen A Boy and His Dog och skadorna efter de trafikolyckor han ofta fick behandla så föddes idén till filmen. En stor del av filmens budget härrörde från Millers egna besparingar. 
Mel Gibson blandades in i filmen när han körde sin vän Steve Bisley till provfilmningarna. Gibson hade kvällen innan varit i ett slagsmål och hans blåslagna ansikte fångade rollbesättarens intresse.[källa behövs] Efter ett möte med Miller fick Gibson huvudrollen som Max. Bisley fick rollen som Max bäste vän, Goose. Toecutters motorcykelgäng bestod av ett par verkliga motorcykelgäng som ställde upp i filmen med sina egna kläder och motorcyklar. Budgeten var så låg att Miller inte kunde erbjuda annan ersättning än öl till gänget och var tvungen att  krascha sin egen bil, en Mazda Bongo, i en av filmens biljakter.[källa behövs]
Till en början stängde man av avlägsna vägar utan tillstånd för inspelningen. Produktionen hade helt enkelt inte råd att betala för tillstånd. Med tiden upptäckte den lokala polismyndigheten vad de sysslande med, men visade förståelse och hjälpte på lagligt vis filmskaparna att stänga av vägar och eskortera fordon. Det mesta av filmen spelades in i området kring Melbourne. Max hus i filmen finns kvar och kan idag hyras som semesterhus. 
När filmen släpptes var det den mest framgångsrika australiska filmen någonsin, som tog in fler intäkter i Australien är Star Wars.
Statens biografbyrå beslöt vid sina granskningar 1980, 1982 och 1983 att filmen inte får visas offentligt i Sverige, trots distributörens förkortningar. Beslutet gällde fram till år 2005. Däremot har den visats på svensk TV och är tillgänglig hos videouthyrare.

## Rollista (i urval)
- Mel Gibson - 'Mad' Max Rockatansky
- Joanne Samuel - Jessie Rockatansky
- Hugh Keays-Byrne - The Toecutter
- Steve Bisley - Jim Goose
- Tim Burns - Johnny the Boy
- Roger Ward - Fifi Macaffee
- Geoff Parry - Bubba Zanetti
- Vincent Gil - The Nightrider
- Lisa Aldenhoven - Nurse

## Uppföljare
- The Road Warrior, 1981
- Mad Max bortom Thunderdome, 1985
- Mad Max: Fury Road, 2015